# Destinazione Mongolia
Destinazione Mongolia (Destination Gobi) è un film di guerra del 1953 diretto da Robert Wise e interpretato da Richard Widmark. Il film è basato su eventi realmente accaduti.

## Trama
Nel novembre del 1944, il sottufficiale della Marina degli Stati Uniti (U.S. Navy) Sam McHale viene trasferito a una stazione meteorologica sperduta nel deserto del Gobi, Mongolia interna, un incarico ben lontano dal mare che tanto ama. Qui, si unisce a un gruppo di meteorologi guidati dal tenente comandante Wyatt. La loro missione è vitale: fornire previsioni meteo accurate per il successo degli Alleati nel Pacifico. La situazione si complica con l’arrivo di un gruppo di nomadi mongoli, guidati da Kengtu, che stabiliscono un campo vicino alla stazione. Nonostante le iniziali tensioni, McHale riesce a guadagnare il rispetto di Kengtu, instaurando un’alleanza che culmina nell’addestramento dei Mongoli come cavalleria per contrastare l’avanzata giapponese. Tuttavia, un attacco aereo giapponese distrugge la base, uccidendo Wyatt e alcuni nomadi. I Mongoli abbandonano il campo, lasciando gli Americani soli e costretti a compiere un’ardua traversata di 800 miglia verso il mare.
Durante il viaggio, McHale e i suoi uomini incontrano nuovamente Kengtu, che li aiuta a sfuggire alla cattura da parte dei giapponesi camuffandoli con abiti locali. Tuttavia, vengono traditi, catturati e trasportati in un campo di prigionia giapponese. Con l’aiuto di Wali-Akhun, un fedele seguace di Kengtu, pianificano una fuga, raggiungendo il mare con l’assistenza dei nomadi. Sulla costa s'imbarcano su una giunca cinese raggiungendo la libertà pochi giorni prima della fine della guerra. Due giorni dopo la fine della guerra, a bordo di un bombardiere americano, McHale e i suoi uomini atterrano nei pressi dell'accampamento dei mongoli e recano loro in dono coperte, selle ed altri regali, riconoscendoli come la "Prima Cavalleria Mongola della Marina degli Stati Uniti".

## Produzione
Il film fu girato dal 23 luglio al 2 settembre 1952, principalmente a Nixon e Fallon, Nevada, con membri del popolo degli indiani Paiute della vicina riserva che interpretarono i Mongoli. Basato su eventi reali, si ispira a un racconto di Edmund G. Love pubblicato su Collier's il 6 settembre 1952, che narra come meteorologi militari americani donarono 90 selle a una tribù mongola durante la Seconda Guerra Mondiale. Diretto da Robert Wise, il film fu il suo primo a colori.